# Мазурик, Ольга Кирилловна
Ольга Кирилловна Мазурик (1922 год, село Устье, Подольская губерния, Украинская ССР — дата смерти неизвестна, Ярославль) — рабочая Урекского совхоза Министерства сельcкого хозяйства СССР, Махарадзевский район, Грузинская ССР. Герой Социалистического Труда (1949).

## Биография
Родилась в 1922 году в крестьянской семье в селе Устье Подольской губернии (сегодня — Гайсинский район Винницкой области). Окончила местную сельскую школу. Трудилась в сельском хозяйстве. После Великой Отечественной войны вместе с родителями переехала в Махарадзевский район Грузинской ССР. Трудилась рабочей в Урекском совхозе Махарадзевского района (сегодня — Озургетский муниципалитет) с центром в селе Уреки.
В 1948 году собрала в среднем 1210 мандаринов с каждого из 415 плодоносящих мандариновых деревьев. Указом Президиума Верховного Совета СССР от 5 июля 1949 года удостоена звания Героя Социалистического Труда за «получение высоких урожаев сортового зелёного чайного листа и цитрусовых плодов в 1948 году» с вручением ордена Ленина и золотой медали «Серп и Молот».
Этим же Указом звания Героя Социалистического Труда были удостоены директор совхоза Алфесий Семёнович Трапаидзе, главный агроном Вениамин Ивлианович Тодрия, заведующий отделением Илья Васильевич Маглакелидзе, бригадир Фёдор Григорьевич Анчербак, рабочие Ольга Егоровна Милаева, Кирилл Семёнович Мазурик (отец О. К. Мазурик), Меланья Артёмовна Радченко, Зинаида Васильевна Ряшенцева, Мария Яковлевна Колыбельникова, Ольга Фёдоровна Пашкова, Хайрула Силеевич Хайбрахимов.
Проживала в селе Уреки, позже переехала в Ярославль. Дата смерти не установлена.